# سبيبة (القصرين)
سبيبة مدينة تونسية تقع في ولاية القصرين وتبعد عن مركز الولاية حوالي 70 كلم. بلغ عدد سكان المدينة 5995 نسمة حسب إحصائيات سنة 2002، وهي مركز معتمدية تحمل نفس الاسم وتمتد على مساحة 514.02 كلم2. تعرف سبيبة بإنتاج الغلال وخاصة التفاح حيث توفر 40% من الإنتاج الوطني وهي الأولى وطنيا أيضا من ناحية عدد رؤوس الأغنام وفي إنتاج الطماطم آخر فصلية.

## التاريخ
كانت سبيبة مدينة رومانية اسمها سوفاس "Sufes" وهي كلمة أمازيغية تعني العين الصغيرة. يعود تأسيس المدينة إلي فترة حكم الإمبراطور الروماني كلوديوس، بين سنة 41 و 54 ميلادي.
يقول عنها الإدريسي في كتابه نزهة المشتاق في اختراق الآفاق ما يلي: «هي مدينة أزلية كثيرة المياه والأجنة وعليها سور من حجارة حصين، ولها ربض فيه الأسواق والخانات وسكانها شربهم من عين جارية كبيرة عليها جناتهم وبساتينهم وغلاتهم من الكمون والكروياء والبقول». وقد وقعت فيها عام 457هـ/1065م المعركة المعروفة بمعركة سبيبة بين بني حماد وحلفائه من صنهاجة وزناتة من جهة ومن جهة أخرى المعز بن زيري والقبائل العربية زغبة ورياح، وانتهت بهزيمة الطرف الأول.

## الجغرافيا
تقع مدينة سبيبة في الوسط الغربي للبلاد التونسية على خط العرض 35°36´ وخط الطول 9°3´ على حوالي 36م. تبعد عن مدينة القصرين مركز الولاية حوالي 70 كلم. تفصلها عن العاصمة حوالي 228 كلم بإتجاه الشمال، يحدها من الشمال معتمدية جدليان، من الجنوب معتمدية سبيطلة حوالي 35 كلم، من الغرب معتمدية العيون ومن الشرق معتمديتا الروحية وجلمة.

## السكان
يبلغ عدد سكان بلدية سبيبة 13959 ساكنا سنة 2004 أما معتمدية سبيبة فتضم 72092 ساكنا.

## الاقتصاد
يعتمد اقتصاد سبيبة على الفلاحة وخاصة إنتاج التفاح منذ الستينات والطماطم منذ بداية العقد الأول للألفية وإنتاج الزيتون بدرجة أقل.
ويوجد بمعتمدية سبيبة 40 بالمائة من أشجار التفاح على المستوى الوطني. وبنكان وهما البنك القومي الفلاحي والإتحاد الدولي للبنوك.

## الثقافة
يوجد بمدينة سبيبة فعالية سنوية وهو المهرجان الوطني للتفاح بسبيبة الذي تأسس سنة 1979.

## التربية
يوجد بمعتمدية سبيبة معهدان ثانويان هما معهد سبيبة ومعهد منجي سليم وأربع مدارس اعدادية اثنتان تتواجدان ببلدية سبيبة وهما المدرسة الإعدادية بسبيبة والمدرسة الإعدادية محمود المسعدي وواحدة توجد ببلدية عين الخمايسية وهي المدرسة الإعدادية عين الخمايسية. ويوجد كذلك مدرستان ابتدائيتان خاصتان وهما مدرسة نخبة الغد والمدرسة الابتدائية الخاصة اليسر.

## الرياضة
ينشط بالمدينة نادي النجاح الرياضي بسبيبة لكرة القدم وينتمي للرابطة الثانية لكرة القدم والجمعية الرياضية النسائية بسبيبة التي تلعب في الرابطة التونسية المحترفة لكرة القدم للسيدات. يوجد كذلك بعض الجمعيات الرياضية الخاصة التي تنشط في الرياضات الدفاعية مثل اليوسيكان بودو.

## الأعلام
- إمحمد أبوصاع: ولي صالح ليبي مدفون بمدينة سبيبة[7]
- الشيخ الهادي الحفيان: ولي صالح
- الشيخ عمر السماتي: ولي صالح
- الشيخ الحسناوي الرمضاني: ولي صالح
- الشيخ أحمد الزاير: ولي صالح
- ناجي الخشناوي: كاتب وشاعر وصحفي بجريدة الشعب
- عمر السماتي: أستاذ جامعي في الجيولوجيا ومدير سابق للمعهد العالي للدراسات التكنولوجية بسيدي بوزيد
- مهدي السميري: لاعب كرة قدم في المستقبل الرياضي بقابس في 1998/1997
- ليلى السلماوي: فنانة تشكيلية
- أبو القاسم زيدون ابن علي: له كتاب «جامع الأحكام» (القرن 5 هـ)
- محمد بن إبراهيم السبيبي: خطيب بالمهدية
- عبد البارئ السبيبي: فقيه في علم الكلام
- قصي السميري: لاعب كرة قدم في الترجي الرياضي التونسي
- منذر الڨاسمي: لاعب كرة قدم في عدة نوادي منها الترجي الرياضي التونسي والاتحاد المنستيري ونادي السد السعودي

## وصلات خارجية
- (بالإنجليزية) آثار سبيبة الرومانية على موقع The Princeton Encyclopedia of Classical Sites.
- مدينة سبيبة في موقع لوك لاكس LookLex  (إنجليزي)